# Auguste Villiers de L'Isle-Adam
Jean-Marie Mathias Philippe Auguste, conde de Villiers de l`Isle-Adam, más conocido como Auguste Villiers de L'Isle-Adam (Saint-Brieuc, 7 de noviembre de 1838 - París, 18 de agosto de 1889) fue un escritor francés cuya obra, que abarca la poesía, el teatro y la narración, se orienta en gran parte hacia el movimiento simbolista. 

## Biografía
Tras numerosos años de navegación, el padre de Auguste, se instaló en la mansión de Penanhoas, en Lopérec, que había heredado, y quedó lisiado por un accidente. Tuvo que buscar subsidios durante la Restauración antes de recibir los 27.000 francos del Estado en 1826 a que tenía derecho en compensación por su emigración. Entonces el marqués tuvo la idea de fundar una especie de agencia de investigación genealógica para ayudar a ciertos herederos a recuperar sus bienes incautados durante los disturbios revolucionarios y del Imperio. Pero se enredó en especulaciones financieras ruinosas y en 1843 su mujer tuvo que hacer una separación de bienes para salvaguardar su propio patrimonio. En 1845 la familia se instaló en Lannion, en casa de los padres de la madre de Augusto, la señora de Kérinou. Entre 1847 y 1855, el joven Villiers siguió estudios desordenadamente en diversas escuelas de Bretaña; estuvo interno en el pequeño seminario de Tréguier y luego en Rennes en 1848 (en el antiguo colegio de Saint-Vincent de Paul), en el liceo de Laval, de nuevo en Rennes, en Vannes (colegio de Saint-François-Xavier) en 1851, donde tuvo como condiscípulo al pintor James Tissot, y otra vez en Rennes. Además dispuso en los intervalos de preceptores religiosos a domicilio, por más que se mostraba más dotado para el piano y se descubría aficionado a la poesía. En 1855, el Marqués vendió su casa y tierras y la familia se instaló en París. En la capital Augusto frecuentó cafés de artistas y algunos salones (donde su apellido lo había introducido) y allí gozó de algún éxito. Amistó con el poeta Catulle Mendès y con Jean Marras en 1860, y conoció, en la Brasserie des Martyrs, a François Coppée, Charles Baudelaire y  Leconte de Lisle. Baudelaire lo animó a leer las obras de Edgar Allan Poe que había traducido él mismo, y estas hicieron un gran efecto en el joven escritor, quien asimiló parte de su poética simbolista y su técnica para el relato fantástico. Comenzó a colaborar en algunas publicaciones oscuras, pero su padre ingresó en prisión por deudas (1856). En 1857, inquietos por sus dudosas y variopintas compañías, los padres del joven escritor quisieron enviarlo a hacer un retiro religioso en la abadía de Solesmes, cuyo superior, Dom Prosper Guéranger, era amigo de la familia, pero él lo rehusó. 
Sus primeras obras (Dos ensayos de poesía, 1858, Primeras poesías, 1859, la novela Isis, 1862), con poco o ningún éxito, desorientan sobre lo que será su producción posterior una vez hubo conocido a los poetas simbolistas Charles Baudelaire (1859) y Stéphane Mallarmé (1864), tras quedar asimismo fascinado por la filosofía de Hegel. El 28 de agosto de 1862 sus padres lo obligaron a permanecer un tiempo en la abadía de Solesmes, donde estuvo recluido hasta el 20 de septiembre. En 1863 se une a una demi-mondaine o alta cortesana Louise Dyonnet, madre de dos hijos, y permaneció quince días en Solesmes, donde volvió a ver a Louis Veuillot. En 1864, tras romper con Louise Dyonnet, conoció a Gustave Flaubert y amistó con Stephane Mallarmé. En 1866 colaboró en Le Parnasse Contemporain y en 1867 fundó la Revue des Lettres et des Arts y escribió "El Intersigno", el primero de sus Cuentos crueles. 
Sus intentos de conseguir pareja conveniente y estable fueron fracasando sucesivamente. En 1867, pidió a Théophile Gautier la mano de su hija Estelle, pero el escritor, que había dado la espalda a sus años de bohemia, no dejó que su hija casara con un escritor con tan poco futuro, fuera de que la propia familia de Villiers desaprobaba también esa unión. Igualmente fueron estériles sus planes para matrimoniar con una heredera inglesa, Anna Eyre Powell. Finalmente se vio obligado a vivir con la viuda analfabeta de un cochero belga, Marie Dantine, de la que tuvo en 1881 a su único hijo, Victor (apodado "Totor").
Un punto destacado de su vida fue el viaje que hizo para ver a su admirado Richard Wagner en Triebschen (1869). Villiers le leyó el manuscrito de su obra La Révolte ("La revuelta") y el compositor declaró que el francés era "un verdadero poeta". Otro viaje para vistiarlo al año siguiente se vio interrumpido por el estallido de la Guerra franco-prusiana, durante la cual Villiers se convirtió en comandante de la Guardia Nacional. Al principio quedó impresionado por el espíritu patriótico de La Comuna y escribió artículos en su apoyo en el Tribun du Peuple bajo el seudónimo de "Marius", pero pronto quedó disgustado por la violencia revolucionaria. En 1883 la publicación de sus Cuentos crueles le valió cierta popularidad, si bien su vida económica siguió siendo precaria hasta su muerte. En ese mismo año, Villiers de l`Isle-Adam había hecho representar con escasa fortuna otro drama, Le monde nouveau. Alentado por la colaboración en Le Figaro y la admiración de insignes jóvenes amigos, publicó Atribulado Bonhomet (1887), recopilación de cinco relatos de los que sobresale la novela corta Claire Lenoir, una cruel sátira del filisteísmo científico a través del siniestro personaje del "doctor" (opuesto a la viuda Claire Lenoir, símbolo de la pureza espiritual delicada y mágica), y la audaz novela La Eva futura (1886), crudo y desconcertante relato del amor de un joven por una mujer mecánica que adquiere un alma misteriosamente y la pierde a través de un misterio no menor. Tras un ciclo de conferencias en Bélgica, Auguste Villiers falleció agotado en un hospital, amorosamente asistido por el escritor del decadentismo Joris-Karl Huysmans, uno de sus admiradores. El Théâtre Libre había representado su mediocre drama Évasion, impreso luego póstumo junto con otras obras del autor. Entre sus demás obras destacan las novelas Isis (1862) y La Eva futura (1886), la novela corta Claire Lenoir (1867) y el drama Axël (1890). 
Dotado de un vigoroso poder expresivo, capaz de conferir a sus obras un estilo torturado, a la vez que violento y profundamente lírico, los cuentos de Villiers son muy desiguales y, al lado de algunos absurdos y exagerados, se dan otros en los que el humor, la ironía o el terror macabro dan lugar a situaciones excepcionales.

## Obras
- Œuvres complètes, Gallimard, Bibliothèque de la Pléiade, 2 tomos, 1986.

### Cuentos y novelas
- Isis, 1862, relato, Tr.: Isis
- Cuentos crueles, 1883, cuentos. Tr.: Cuentos Crueles
- L'Ève future, 1886, novela. Tr.: La Eva futura
- L'Amour suprême, 1886, cuentos
- Tribulat Bonhomet, 1887, cuentos.
- Nouveaux Contes cruels, 1888, cuentos. Tr.: Nuevos cuentos crueles
- Histoires insolites, 1888, cuentos. Tr.: Historias insólitas
- Chez les passants, 1890, textos póstumos.
- Propos d'Au-delà, 1893, textos póstumos.
- Reliques, 1954, textos póstumos.
- Nouvelles reliques, 1968, textos póstumos.

### Teatro
- Elën, 1865
- Morgane, 1866
- La Révolte, 1870
- Le Nouveau Monde, 1880
- Axël, 1890, póstumo
- L'Evasion, 1890, póstumo
- Le Prétendant (versión definitiva de Morgane), 1965, póstumo

### Poesía
- Deux essais de poésie, 1858
- Premières poésies, 1859

### Obras traducidas al español
- Nuevos cuentos crueles. Selección de dieciséis cuentos de los cuales doce pertenecen a los Cuentos crueles, tres a los Nuevos cuentos crueles y uno a Histories insolites. Trad. Ramón Gómez de la Serna. Madrid, 1919.
- Cuentos crueles. Selección de diecisiete cuentos. Trad. Manuel Granell. Espasa-Calpe, 1948.
- Cuentos crueles. Selección de diez cuentos. Presentación y notas de Pere Grimferrer. Trad. Ana Maria Moix. Edit. Mateu, 1971. Colección Maldador.
- Nuevos cuentos crueles. Edición argentina de la de Ramón Gómez de la Serna. Edit. La Mandrágora, 1974.
- El convidado de las últimas fiestas. Selección de cuatro cuentos. Introducción de Jorge Luis Borges. Trad. Luis Antonio de Villena y Matias Sicilia. Madrid. Edit. Siruela, 1984.
- Cuentos crueles. Selección de veintiocho cuentos. Trad. y notas de Enrique Pérez Llamosa. Edit. Cátedra, 1984.
- La Eva futura. Trad. Mauricio Becarisse. Madrid. Edit. La Fontana Literaria, 1972.
- La Extraña Historia del Doctor Bonhomet. Trad. Eduardo Bustos. Madrid. Alfaguara, 1977. Colección Nostromo.
- Rebeldía. Drama en tres actos. Trad. y edición de Miguel Bilbatúa. Madrid. 1982.